# Francisco Arias de Bobadilla
Francisco Arias de Bobadilla (Madrid, 10 dicembre 1537 – Madrid, 21 gennaio 1610) è stato un militare e nobile spagnolo, particolarmente distintosi come ufficiale di re Filippo II nella Guerra degli ottant'anni, nella Guerra di successione portoghese, nella Guerra anglo-spagnola (1585-1604), e nella repressione delle Alteraciones de Aragón. Nel corso della spedizione dell'Invincibile Armada ricoprì l'incarico di Maestro generale di campo dell'esercito e consigliere di Alonso Pérez de Guzmán y Sotomayor duca di Medina Sidonia.

## Biografia
Nacque a Madrid il 10 dicembre 1537, secondogenito di  Arias Gonzalo Dávila e di Ana Girón. Fu educato a casa di Pedro de Cabrera y Bobadilla, II Conte di Chinchón, e li strinse una profonda amicizia con suo figlio Diego, che ereditò il titolo del padre nel 1576. Iniziò la sua carriera militare nel 1564, su raccomandazione di Francisco Fernández de la Cueva y Girón Duca di Albuquerque, come capitano di cavalleria a Milano, e in seguito si unì all'esercito radunato da Fernando Álvarez de Toledo duca d'Alba per recarsi nei Paesi Bassi nel 1567.
Prestò servizio sotto il comando di Julián Romero come capitano di una compagnia di fanteria in un Tercio, dimostrando il suo coraggio durante l'assedio di Mons nel 1572, combattendo contro gli ugonotti. Il suo comportamento impressionò talmente il duca d'Alba che questi gli concesse l'onore di comunicare personalmente la notizia della vittoria a re Filippo II. Rientrato nei Paesi Bassi,  partecipò all'assedio di Alkmaar (1573) e alla spedizione in soccorso di Middelburg, e si distinse nuovamente a Maastricht (1579), questa volta sotto il comando di Alessandro Farnese duca di Parma. Venne poi fatto ritornare in Spagna per servire nuovamente sotto gli ordini del Duca d'Alba come maestro di campo durante l'invasione del Portogallo (1580). Con lo stesso incarico prese parte all'invasione delle isole Azzorre condotta da Álvaro de Bazán marchese di Santa Cruz. Si distinse ancora una volta per le sue azioni militari (1582-1583), e nel 1585 accompagnò re Filippo II e la corte in Aragona e Catalogna e condusse uno dei Tercio dell'esercito, quello di Zamora, nei Paesi Bassi, combattendo nella battaglia di Empel prima di essere richiamato in Spagna per partecipare alla spedizione contro l'Inghilterra.
In vista delle spedizione dell'Invincibile Armada re Filippo II lo nominò Maestro generale di campo dell'esercito e consigliere di Alonso Pérez de Guzmán y Sotomayor duca di Medina Sidonia "per quanto riguarda i combattimenti", mentre Diego Flores de Valdés fu nominato responsabile della flotta.
Nonostante il duca di Medina Sidonia sospettasse che il re lo avesse messo in quella posizione per supervisionare e riferire sulla sua condotta (e nonostante il profondo scetticismo di Bobadilla riguardo alle possibilità di successo della spedizione), tra i due militari sorse un sentimento reciproco di profondo rispetto. Egli fu sempre fedele a Medina Sidonia, il quale scrisse nel suo diario che quando si trattava di combattere, propendeva sempre per Don Francisco Arias Bobadilla per la sua vasta esperienza in mare e sulla terraferma.  Quando la disciplina venne meno, riuscì immediatamente a ripristinarla proibendo ai capitani delle navi di precedere la nave ammiraglia, raggiungendo il suo scopo con l'impiccagione di uno di loro che non aveva obbedito. Osservò la battaglia da vicino ed ebbe la fortuna di trovarsi a bordo della nave ammiraglia di Medina Sidonia, il galeone San Martín quando la sua nave, il galeone San Marcos, affondò il 20 settembre 1588, insieme al San Esteban, al largo delle coste irlandesi.
Quando ciò che rimaneva della flotta attraccò a Santander, Medina Sidonia gli affidò a il compito di recarsi all'Escorial per informare il re del disastro della spedizione.
Quando la flotta giunse al largo delle coste irlandesi, egli aveva già redatto un rapporto scritto per Juan de Idiáquez, in cui delineava le lezioni apprese durante la campagna militare. Spiegò che le navi spagnole non avevano a bordo sufficienti palle di cannone e sottolineò il fatto che se gli inglesi avessero inseguito l'armata spagnola nel Mare del Nord, anche solo per un giorno, le navi spagnole non sarebbero state in grado di combattere, perché non avevano più né palle di cannone né polvere da sparo. Tuttavia, nella sua conclusione finale, ritenne responsabile del disastro il Duca di Parma che se si fosse unito con le sue truppe alla flotta quando essa raggiunse lo stretto di Calais, "il viaggio sarebbe stato compiuto". Ammise, però, che raggiungere il Duca di Parma in un luogo con correnti incrociate così forti e una costa così pericolosa e insidiosa sarebbe stato estremamente difficile con il tipo di navi che componevano l'Armada e che sarebbe stato necessario un tipo diverso di nave. Nel suo rapporto a Filippo II, datato 27 settembre, egli scagionò generosamente il Duca di Medina Sidonia, sottolineando che aveva fatto tanto quanto chiunque altro avrebbe potuto fare al suo posto.
Filippo II continuò a tenerlo in grande considerazione e il 10 agosto 1591 lo nominò comandante di un esercito di ventimila uomini destinato a invadere il Regno d'Aragona in seguito ai Alteraciones de Aragón. È significativo che la sua nomina sia avvenuta quattro giorni prima di quella di Alonso de Vargas, che fu posto al comando dell'esercito.
Collaborò inoltre a stretto contatto con il conte di Chinchón, che era il principale consigliere del re per le questioni del regno. Esortò Filippo II, Diego Fernández de Cabrera y Bobadilla conte di Chinchón e Vargas a garantire che la punizione data ai ribelli fosse esemplare nella sua severità e che la città di Saragozza fosse punita e le sue mura distrutte. In breve, propose che il Regno d'Aragona "fosse soggetto alle leggi di Castiglia".
L'invasione venne portata a termine senza difficoltà, e il 18 dicembre Vargas ricevette da Filippo II l'ordine di punire i capi ribelli e convocò lui e Agustín Mejía per eseguirlo. Fu lui a coordinare gli arresti del giudice d'Aragona Juan de Lanuza y Urrea (da lui stesso eseguito), del conte di Arada e del duca di Villahermosa. L'operazione venne eseguita in meno di quindici minuti. Era presente quando il giudice d'Aragona venne informato della sua condanna a morte e si occupò della sicurezza della città durante l'esecuzione per decapitazione. Più tardi, Mejía e lui furono tra coloro che portarono la bara del giudice con tutti gli onori. Nei mesi successivi alla vittoria dimostrò un sorprendente livello di competenza politica nel suo ruolo di consigliere del re (e di Vargas) riguardo ai passi da compiere per consolidare il successo. Raccomandò che alla vittoria seguisse la riconciliazione e criticò aspramente la condotta delle unità dell'esercito che non avevano raggiunto i livelli di disciplina da lui richiesti. Egli aveva imparato nei Paesi Bassi che l'opposizione civile avrebbe potuto ostacolare le azioni di un potente esercito se avesse agito in modo inappropriato. Era anche consapevole dei pericoli derivanti dalla vicinanza del confine francese. Avvertì Filippo II che alcuni dei suoi consiglieri erano "ardenti contrari a questo Regno". Il loro obiettivo era proteggere l'Aragona il più rapidamente e con minor sforzo possibile, in modo da poter inviare truppe in Italia e nelle campagne contro la Francia.
Chiese ai cittadini di Saragozza che avevano qualche lamentela nei confronti dei soldati il cui comportamento era stato offensivo, di sporgere denuncia. Questo fatto portò a disaccordi con Vargas e Mejía, ma lui tenne costantemente informato Filippo II della situazione. Il re lo appoggiò in pieno, consentendogli di rimanere a Saragozza e inviando Vargas e Mejía a Huesca e Barbastro. Il 14 agosto 1592 presentò ufficialmente una denuncia al Consiglio di Guerra, segnalando che Vargas non stava eseguendo gli ordini reali. In una lettera datata 22 agosto, inviata al Re, affermò che Vargas "non ha fatto nulla di appropriato al servizio di Vostra Maestà". La reazione di Filippo II non si fece attendere e il 27 agosto ordinò all'esercito d'Aragona di "obbedire, attraverso la sua testa, al suddetto Don Francisco de Bobadilla e di eseguire i suoi ordini e non quelli del suddetto Don Alonso de Vargas, senza alcuna risposta o scusa".
Tornò brevemente nei Paesi Bassi per un altro periodo di servizio, e il 12 maggio 1595 diede la sua approvazione, scrivendone la prefazione, al libro di Don Bernardino de Mendoza Práctica y teórica de la guerra, ma nel 1596 ritornò nella Penisola iberica, dove aiutò a difendere Lisbona dall'attacco inglese. Nello stesso anno, quando suo fratello Pedro Arias de Bobadilla morì senza eredi, divenne il quarto conte di Puñonrostro con una rendita annua di circa ventunomila ducati provenienti da tenute situate nella provincia di Toledo. Filippo II temeva che gli inglesi avrebbero cercato di approfittare del malcontento della comunità moresca in Andalusia e nel 1597 gli affidò la sicurezza della città di Siviglia e della sua provincia nominandolo Capitano generale dell'Andalusia. Durante il suo governo a Saragozza, durato fino al 1599, combatté contro la corruzione, il malgoverno, il falso accattonaggio, gli aumenti ingiustificati dei prezzi, e la criminalità organizzata, eseguendo personalmente le ispezioni e gli arresti e usando duri metodi di repressione.
Poche settimane dopo l'ascesa al trono di Filippo III, fu nominato Consigliere di Guerra, partecipando al Consiglio per la prima volta il 19 ottobre. Esercitò i suoi doveri con grande zelo fino alla morte, alla quale partecipò per l'ultima volta il 13 dicembre 1609. Tuttavia, sebbene Filippo III e Francisco Gómez de Sandoval y Rojas Duca di Lerma apprezzassero il suo lavoro di consigliere, in alcune occasioni dovettero affidargli incarichi lontano da Madrid: nel 1601 organizzò la difesa del confine settentrionale contro i francesi e nel 1603 fu inviato a Siviglia con le prerogative (sebbene senza l'esercizio effettivo della carica) di assistente di Siviglia per organizzare la milizia contro la minaccia di un attacco inglese e olandese. Si spense nella Capitale il 26 gennaio 1610.

### Annotazioni
1. ↑  Bobadilla avrebbe poi sostenuto di essere stato lui stesso a chiedere a Filippo II di mettere Vargas al comando dell'invasione.

### Fonti
1. 1 2 3 4 5 6 7 8 9 10 11 12 13 14 15 16 17 18 19 20 21 22 23 24 25 26 27 28 29 30 31 32 33  Real Academia de la Historia.
2. 1 2 3 4  Pares.
3. 1 2 3  Baena 1790, p. 109.
4. 1 2 3  Todoavante.
5. 1 2 3 4 5 6 7 8  Navarrete 1851, p. 435.
6. 1 2 3 4  Baena 1790, p. 1110.
7. 1 2 3 4  Elcajondelosmisterios.
8. ↑  Duro 1972, p. 23.
9. 1 2 3  Baena 1790, p. 111.